# Türbe

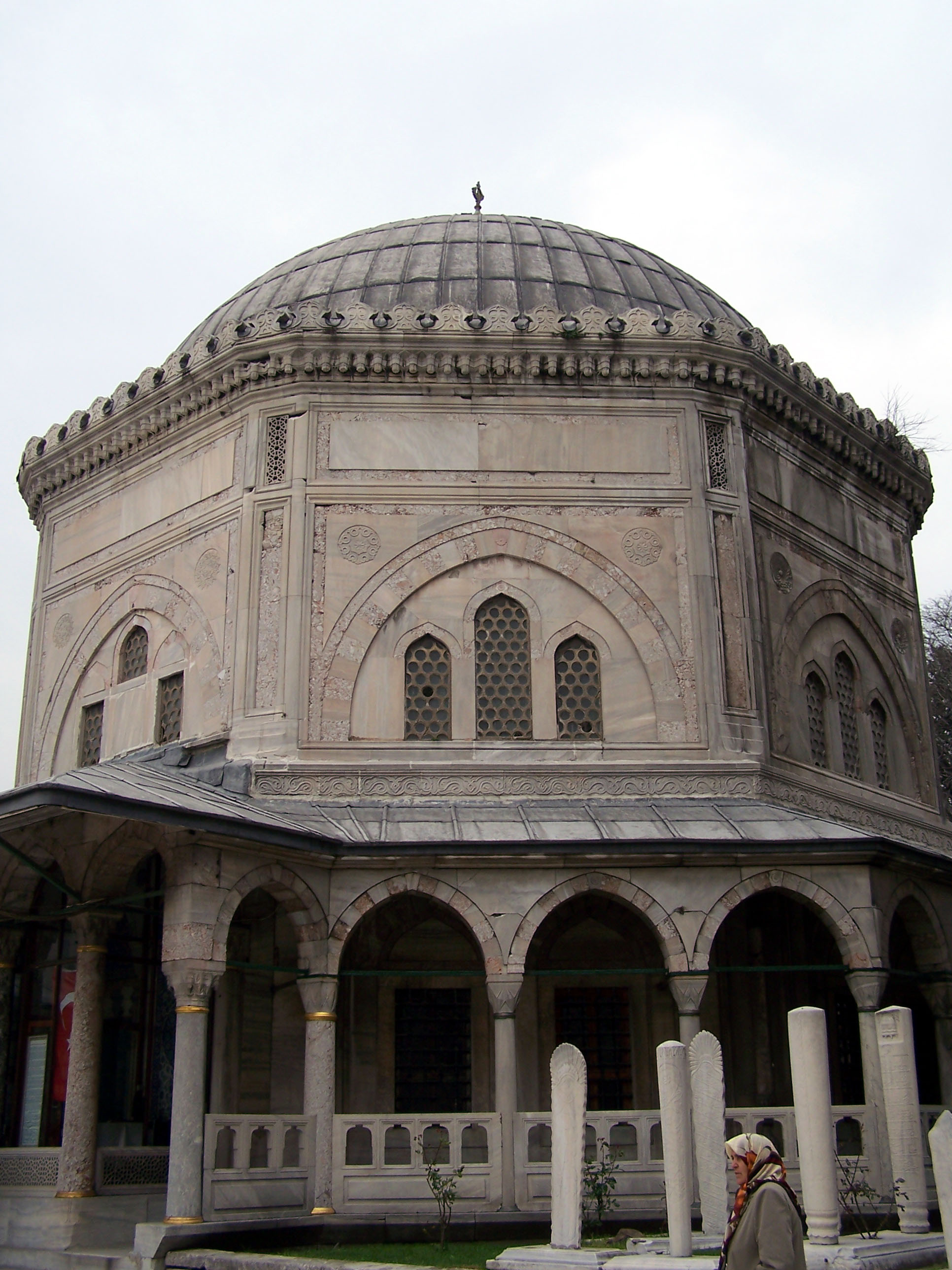
Türbe do sultão Solimão, o Magnífico, no complexo da Mesquita de Solimão

Türbe ou türbesi é o termo turco para túmulo e para os característicos mausoléus, por vezes relativamente pequenos da realeza nobreza e outros notáveis otomanos ou seljúcidas. Está relacionado com a palavra árabe turba, que também significa mausoléu, mas geralmente é mais associada a um complexo funerário ou um talhão num cemitério.

## Características
Tipicamente os türbes encontram-se em recintos de mesquitas ou dos complexos a elas associados (külliye), embora haja alguns que estão mais integrados com edifícios exteriores que rodeiam uma mesquita. Frequentemente, o morto contribuiu em vida para a construção ou manutenção da mesquita ou de alguma das instituições relacionadas. São construções geralmente hexagonais ou octogonais, contendo uma só câmara, que pode estar decorada com azulejos ou ladrilho coloridos. Usualmente são cobertos com uma cúpula. Na maior parte do tempo estão fechados, embora por vezes se possa vislumbrar o interior através de grades metálicas sobre as janelas ou a porta. É comum o interior ter grandes áreas de cerâmica pintada, por vezes da mais alta qualidade.
Em geral, os corpo ou corpos estão enterrados debiaxo do chão, sendo os sarcófagos meramente simbólicos. Os sarcófagos são simples, de pedra, tendo alguns como única decoração uma igualmente simples inscrição. Podem estar (ou ter estado no passado) cobertos com ricos panos. Em alguns casos, existe ou existia um poste de madeira na cabeceira dos sarcófagos dos homens onde era pendurado um turbante branco; o turbante pode també ser esculpido em pedra.
Os exemplos mais antigos têm frequentemente dois ou mais andares, seguindo o exemplo do Ilcanato e da Pérsia.

## Türbesfamosos

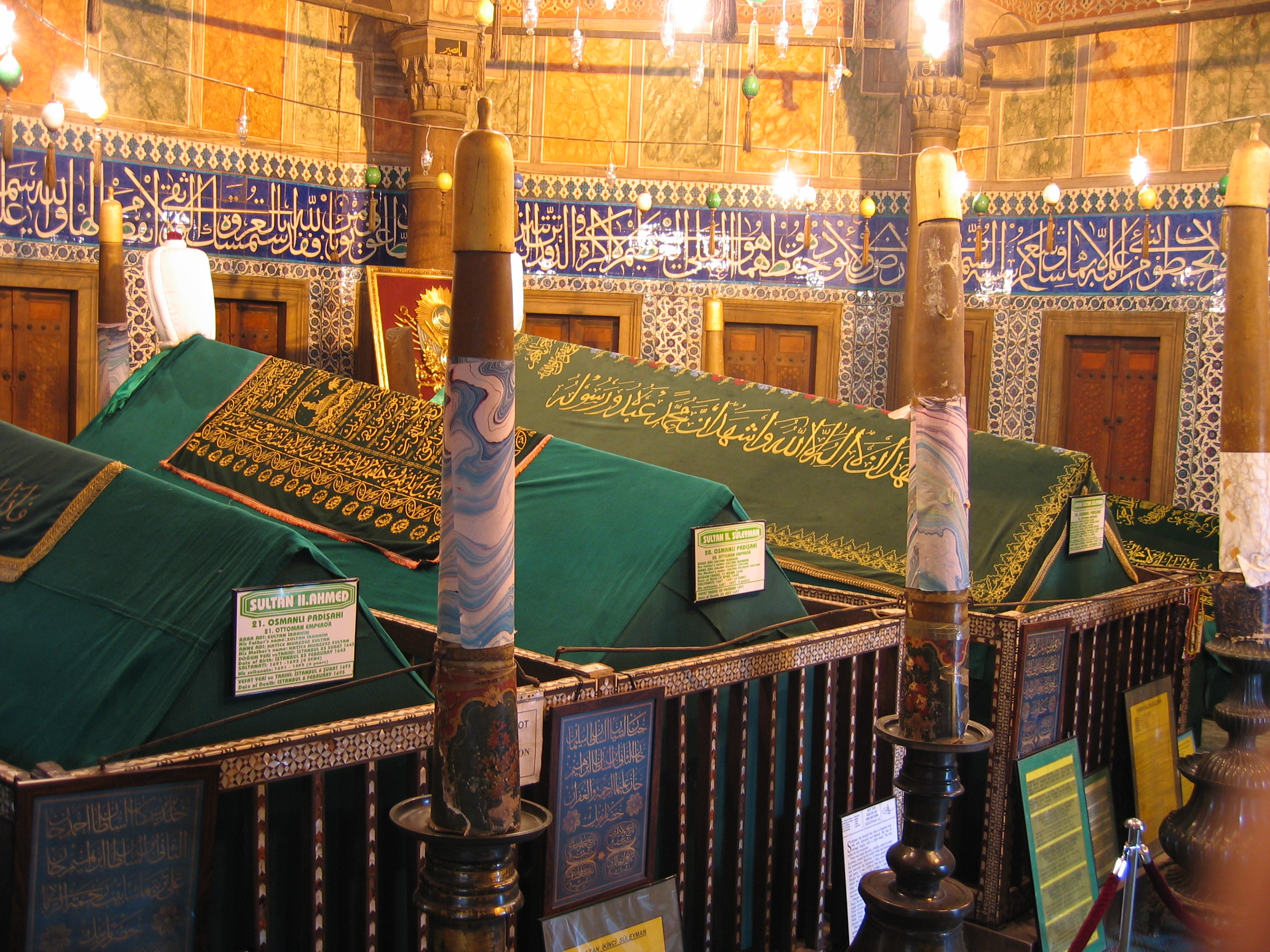
Interior do türbe de Solimão

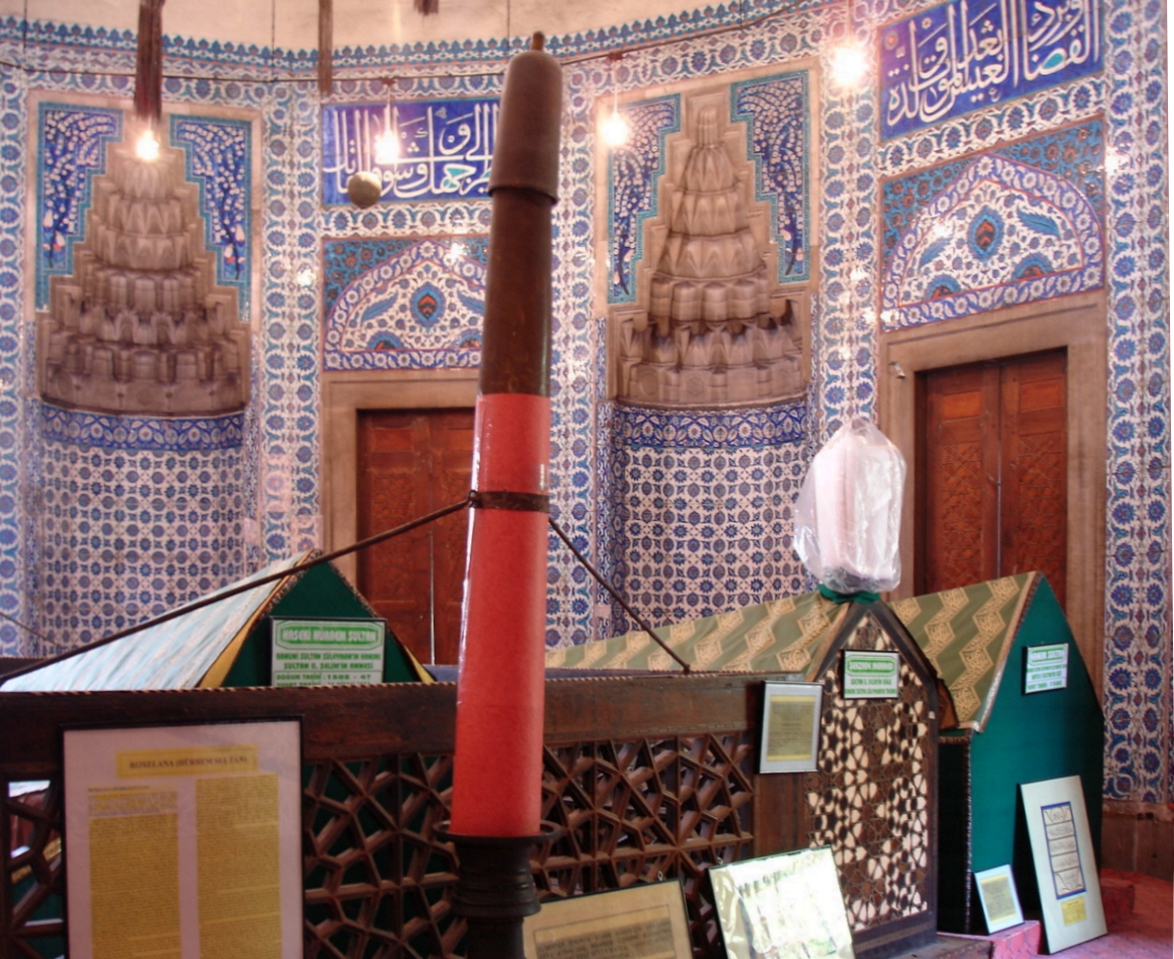
Interior do türbe de Roxelana

Em Istambul há muitos türbes famosos de sultões do Império Otomano, bem como de outros notáveis da história da Turquia. O complexo da Mesquita Süleymaniye (de Solimão) tem alguns dos mais notáveis, incluindo o do próprio Solimão (o Magnífico), datado da década de 1550, quiçá o mais esplêndido dos türbes otomanos. Na sua vizinhança encontra-se o türbe de Roxelana, a esposa principal de Solimão, notável pelas cerâmicas do interior, finamente trabalhadas. Nas proximidades encontra-se também o türbe do genial arquiteto da mesquita, Mimar Sinan, naquilo que era o seu jardim.
Cónia tem dois türbes muito famosos, estes mais antigos, do período seljúcida e de teto cónico. Ambos se encontram na Mesquita de Aladino. Um deles é o mausoléu de Rumi (Mevlana) que é um santuário e destino de peregrinações.
Em Bursa, a capital otomana antes da conquista de Constantinopla, encontram-se os türbes de muitos dos sultões otomanos mais antigos, incluindo o de Osmã I e do seu filho Orcano I. Em Bursa encontra-se igualmente Complexo de Murade, que contém o türbe de Murade II e os de muitos príncipes, além do Yeşil Türbe, de Maomé I, o Cavalheiro (morto em 1421). Este mausoléu é grande uma torre de três andares; o sarcófago (falso, pois não contém o corpo), está coberto de azulejos coloridos. Ao contrário do que é comum, uma grande parte do exterior está coberto de cerâmica colorida sem decoração.
Em Budapeste, na Hungria, encontra-se o türbe de Gül Baba, um poeta dervixe que foi íntimo de Solimão. À semelhança do türbe de Rumi em Cónia, também este é ponto de peregrinação.
Na Bulgária há alguns türbes de santos dervixes, como Kıdlemi Babam, Ak Yazılı Baba, Demir Baba e Otman Baba, os quais serviram como tekkes (centros de encontro) de sufis Bektaşi até 1826.